# Сино-тибетские языки
Си́но-тибе́тские языки́ (раньше назывались также кита́йско-тибе́тскими) — крупная языковая семья, распространённая в Восточной, Юго-Восточной и Южной Азии. Объединяет от 250 до 450 идиомов. Общее число говорящих на этих языках составляет более 1,3 млрд человек — таким образом, по числу носителей данная семья занимает второе место в мире после индоевропейской.
Сино-тибетская семья подразделяется на две подсемьи — китайскую (синитическую), состоящую из нескольких китайских языков (по идеологическим соображениям именуемых диалектами), в том числе дунганского языка и языка бай, и тибето-бирманскую (все остальные языки). Число носителей китайских языков превышает 1,3 млрд человек, а тибето-бирманских — не более 60 млн. Ранее из-за большого числа типологических сходств и наличия в них многочисленных лексических заимствований из китайского языка в состав сино-тибетской семьи включали также австроазиатские языки и тай-кадайские языки.
Датировки распада праязыка на эти две ветви варьируются от 4-го тыс. до 7-8-го тыс. до н. э.; глоттохронологические данные позволяют отнести его к сер. 5-го тыс. до н. э. Сино-тибетский праязык по своим типологическим характеристикам, вероятно, занимал промежуточное положение между этими двумя типами языков.

## Классификация
Классификация Бенедикта (1972)
Внутри тибето-бирманской семьи выделяется семь «первичных делений», т. е. макрогрупп:
- Сино-тибетские языки
  - Китайские языки
  - Тибето-бирманские языки
    - Макрогруппа тибето-канаури:
      - Бодские языки: включают собственно бодские, или тибетические; таманг-гурунг; гьярунг[англ.]; цангла;
      - Языки кинаури-алмора;
      - Под вопросом: цянские (сычуаньские, дзоргай) языки;
      - Под вопросом: лепча;
      - Под вопросом: магар[англ.].

    - Макрогруппа киранти:
      - Собственно киранти (бахинг[англ.]-ваю[англ.]; в терминологии Бенедикта — бахингвайю; ошибочно отнесение сюда же языка чепанг);
      - Под вопросом: невари.

    - Макрогруппа абор-мири-дафла[англ.]:
      - Языки тани, или собственно абор-мири-дафла;
      - Под вопросом: группа хрусо[англ.];
      - Под вопросом: группа иду-дигаро[англ.] и язык миджу[англ.];
      - Под вопросом: язык дхимал (группа дхимал-тото[англ.]).

    - Качинская макрогруппа:
      - Собственно качинский (цзинпо);
      - Луйские языки[англ.].

    - Лоло-бирманская макрогруппа:
      - Собственно лоло-бирманские языки;
      - Под вопросом: нунгские языки[англ.].

    - Макрогруппа бодо-гаро:
      - Собственно языки бодо-гаро;
      - Языки коньяк[англ.] (собственно коньякский, пхом, ванчо и чанг).

    - Макрогруппа куки-нага:
      - Куки-чинские языки;
      - Языки нага[англ.] (все подгруппы);
      - Под вопросом: язык микир (карби[англ.]);
      - Под вопросом: язык мэйтэй (манипури);
      - Под вопросом: язык мру[англ.].

## Генетическая общность сино-тибетских языков
Несмотря на большие типологические различия в синитической и тибето-бирманской ветвях, а также в подгруппах тибето-бирманских языков современные лингвисты в своих работах (Benedict 1972, Hale 1982, van Driem 2001, Matisoff 2003, Thurgood 2003) подтверждают родство сино-тибетских языков. Многие сино-тибетские праформы поддаются реконструкции. Общий лексический материал чрезвычайно богат и всё больше уточняется благодаря исследованиям всё большего количества языков (см. таблицу лексических соответствий). Помимо лексического материала, у этих языков есть много общих черт в фонологии и грамматике, подтверждающих их родство. Подробный обзор сравнительного материала (как лексического, так и фонологического) см. Matisoff 2003.
Среди сино-тибетских языков выделяются так называемые синосферические, то есть языки китайской ветви, а также языки, испытавшие сильное влияние этих языков и индосферические языки, то есть языки, испытывающие влияние преимущественно индоарийских языков. Первые являются тональными и изолирующими языками, которым свойствен моносиллабизм. Вторым свойствен полисиллабизм, небольшое число смыслоразличительных тонов (или их полное отсутствие), наличие словоизменительной морфологии.

### Внешнее родство
Существуют отвергнутые большинством лингвистов макрокомпаративистские теории, включающие сино-тибетские языки в сино-кавказскую или сино-австронезийскую макросемью.

### Структураслогаифонемы
Пра-сино-тибетский был односложным языком. Реконструкция его слоговой структуры выглядит так:
(С)-(С)-С(G)V(С)-(s) (С — согласный, V — гласный, G — аппроксимант: /l, r, j, w/)
(в скобках обозначены дополнительные звуки, которые могут присутствовать в этих местах). Первые две согласные изначально были смыслоразличительными «приставками», собственно корень имеет форму С(G)V(С), конечный согласный ограничен группой /p, t, k, s, m, n, ŋ, l, r, w, j/, гласный в конце слога встречается редко. Гласный может быть долгим и кратким, его долгота фонематически значима. Между приставочными согласными и начальной согласной может стоять редуцированный гласный /ə/ (шва). Эта изначальная структура слога прослеживается в классическом тибетском и в некоторых современных западнотибетских и гьялронгских языках (благодаря чему эти языки особенно важны для реконструкции), в менее полном виде — в качинском языке и языке мизо. Многочленные сочетания согласных звуков в начале слога во многих языках подверглись редукции, а китайский язык утерял бо́льшую часть смычных согласных в конце слога. Подобное упрощение структуры, очевидно, привело к появлению смыслоразличительной тональности.
Согласно Benedict 1972 и Matisoff 2003, набор согласных в пра-сино-тибетском языке — который в полном объёме использовался прежде всего для начальных согласных корня — состоял из следующих фонем:
/p, t, k; b, d, g; ts, dz; s, z, h; m, n, ŋ; l, r, w, j/.
В разных языковых группах в качестве начальных согласных корня слова эти фонемы имеют следующие звуковые соответствия:
| Сино-тиб. | Тиб.  | Качин.  | Бирм. | Гаро     | Мизо |
| --------- | ----- | ------- | ----- | -------- | ---- |
| *p        | p(h)  | p(h), b | p(h)  | p(h), b  | p(h) |
| *t        | t(h)  | t(h), d | t(h)  | t(h), d  | t(h) |
| *k        | k(h)  | k(h), g | k(h)  | k(h), g  | k(h) |
| *b        | b     | b, p(h) | p     | b, p(h)  | b    |
| *d        | d     | d, t(h) | t     | d, t(h)  | d    |
| *g        | g     | g, k(h) | k     | g, k(h)  | k    |
| *ts       | ts(h) | ts, dz  | ts(h) | s, ts(h) | s    |
| *dz       | dz    | dz, ts  | ts    | ts(h)    | f    |
| *s        | s     | s       | s     | th       | th   |
| *z        | z     | z       | s     | s        | f    |
| *h        | h     | ø       | h     | ø        | h    |
| *m        | m     | m       | m     | m        | m    |
| *n        | n     | n       | n     | n        | n    |
| *ŋ        | ŋ     | ŋ       | ŋ     | ŋ        | ŋ    |
| *l        | l     | l       | l     | r        | l    |
| *r        | r     | r       | r     | r        | r    |
| *w        | ø     | w       | w     | w        | w    |
| *j        | j     | j       | j     | ts, ds   | z    |

Исключения в этих соответствиях, как правило, второстепенны, придыхание появляется лишь при определённых условиях и не является фонематически значимым. Данная таблица составлена по данным Benedict 1972, где для этих звуковых соответствий также приводятся лексические сравнения.
Сино-тибетская система гласных реконструируется как /a, o, u, i, e/. Гласные могут быть в середине или в конце слога, но не в начале. Следует заметить, что в протоязыке все гласные, кроме /а/, крайне редко можно встретить в конце слога. А окончания на /-Vw/ и /-Vj/ (где V — гласный), напротив, встречаются наиболее часто.

### Морфологиясловообразования
По общему мнению исследователей протоязыка, классической синтаксической морфологии (а также системных морфологических изменений существительных и глаголов по таким категориям, как падеж, число, время, лицо, залог и др.) в нём не было. Прослеживаемую в современных тибето-бирманских языках синтаксическую морфологию существительных и глаголов следует понимать как нововведение, которым они обязаны местному влиянию соседних языков, а также языков-субстратов. В силу большого разнообразия подобных влияний могли формироваться совершенно разные морфологические типы.
Тем не менее, можно с уверенностью говорить об элементах словообразовательной морфологии, общих для многих сино-тибетских языков. Среди них следует выделить консонантные приставки и суффиксы, а также изменения в анлауте, меняющие значение глаголов и существительных. Существование общих словообразовательных аффиксов и чередования в анлауте, имеющие одинаковый или похожий семантический эффект почти во всех группах сино-тибетских языков, является убедительным признаком их генетической общности (примеры взяты из Benedict 1972, Matisoff 2003 и Thurgood 2003; в транскрипции слов из немецкоязычных источников вместо /j/ используется /y/).
Приставка s-
Приставка s- имеет каузативную и деноминативную функцию, которой изначально соответствовало директивное значение. Например:
- Древнекит. myang «уйти», smangs «терять», букв. «позволить уйти» (каузатив)
- Древнекит. mɘk «чернила», smɘk «чёрный»; класс. тиб. smag «тёмный» (каузатив)
- Древнекит. tyuʔ «веник», stuʔ «мести» (деноминатив)
- Древнекит. lyek «обменивать», slyeks «давать» (директив)
- Класс. тиб. grib «тень», sgrib- «затенять, затемнять» (деноминатив)
- Класс. тиб. gril «валик», sgril- «скатывать, сматывать» (деноминатив)
- Класс. тиб. riŋ- «быть длинным», sriŋ- «удлинять» (каузатив)
- Качинск. lot «быть свободным», slot «освобождать» (каузатив)
- Качинск. dam «заблудиться», sɘdam «вводить в заблуждение» (каузатив)
- Лепча nak «быть прямым», nyak < *snak «выпрямлять» (каузатив, метатеза sK > Ky, где K — согласная)

В других тибето-бирманских языках (например, в бирманских, лолойских языках и языках лаху) приставка s- исчезла, но сохранилось её влияние на изменение в начальных согласных или на тональные различия. В случае слабых начальных согласных приставка s- может быть различима также и в этих языках, например:
- Бирм. ʔip «спать», sip «усыплять»
- Бирм. waŋ «входить», swaŋ «вносить»

Изменения в анлауте
Почти во всех сино-тибетских языках есть пары семантически связанных слов, которые в своем звучании отличаются друг от друга лишь звонкостью или глухостью начального согласного. Звонкий вариант, как правило, имеет переходное значение, а глухой — непереходное. Есть теория, согласно которой изменения в анлауте обусловлены существовавшей когда-то приставкой *h — неслоговым фарингальным переходным звуком (Edwin G. Pulleyblank 2000).
Примеры:
- Древнекит. kens «видеть», gens «быть видимым»
- Древнекит. prats «побеждать», brats «быть побеждённым»
- Тиб. kril- «оборачивать», gril- «быть обёрнутым»
- Бахинг kuk «согнуться», guk «быть согнутым»
- Бодо pheŋ «выпрямлять», beŋ «быть прямым»

Суффикс -n
Суффикс -n (а также /-m/) выполняет преимущественно номинализирующую, а иногда собирательную функцию. Примеры:
- Класс. тиб. rgyu «течь», rgyun «поток»
- Класс. тиб. gtsi «мочиться», gtsin «моча»
- Класс. тиб. rku «красть», rkun-ma «вор» (номинализация усиливается окончанием -ma)
- Класс. тиб. nye «(быть) близко», nyen «родственник»
- Лепча zo «есть», azom «еда» (номинализация усиливается звуком /a-/ в анлауте)
- Лепча bu «везти», abun «воз»

Суффикс -s
Суффикс -s тоже имеет преимущественно номинализирующую функцию, а также функцию изменения направления. Примеры:
- Класс. тиб. grang- «считать», grangs «число»
- Класс. тиб. thag- «ткать», thags «ткань»; это слово родственно
- Древнекит. tyɘk «ткать», tyɘks «тканый платок»
- Древнекит. mreʔ «покупать», mres «продавать»
- Древнекит. dyuʔ «получать», dyus «давать»

Другие словообразовательные суффиксы
Помимо упомянутых, есть также другие словообразовательные суффиксы, постулируемые для сино-тибетских языков, например, /-t/, /-y/ и /-k/. Однако их функции не поддаются удовлетворительному описанию, которое подтверждало бы хоть какую-то общность их в сино-тибетских языках. Подробнее см. LaPolla (цит. по Thurgood 2003) и Matisoff 2003.

### Общаялексика
Приводимые ниже лексические сравнения есть лишь малая часть из надежных этимологий, установленных в результате исследований, проводимых с 1940 года, и они наиболее явно представляют генетическое родство сино-тибетских языков. Их основой является исследование Peiros-Starostin 1996, Matisoff 2003 и сетевая база данных Старостина. Подборка слов выполнена в соответствии с перечнем «стабильных этимологий» Долгопольского и дополнена несколькими словами из списка Сводеша, тем самым исключая из их числа заимствованные слова и ономатопею. Каждое из слов представлено в нескольких языках или языковых общностях числом до семи: древнекитайском или прото-синитическом (реконструкция Старостина), классическом тибетском, классическом бирманском, качинском, мизо (лушей), лепча, прото-киранти (реконструкция Старостина), прото-тибето-бирманском (Matisoff 2003) и пра-сино-тибетском (Starostin 1989, Matisoff 2003).
Сино-тибетские лексические сравнения:
| Значение            | Др.- кит. | Класс. тиб. | Класс. бирм. | Качинск. | Мизо (лушей) | Лепча | Прото- киранти | Проти- тибето- бирм. | Прото- сино- тиб. |
| язык (орган)        | *laj      | lce         | hlja         |          | lei          | li    |                | *lja                 | *laj              |
| глаз                | *muk      | mig         | myak         | myiʔ     | mit          | mik   | *mik           | *mik                 | *myuk             |
| сердце              |           | snyiŋ       | hnac         | niŋ      |              | *niŋ  | *niŋ           | *niŋ                 |                   |
| ухо                 | *nhɘʔ     | (rna)       | nah          | na       | kna          | nyor  | *nɘ            | *na                  | *nɘH              |
| нос                 |           | sna         | hna          | naʔ      | hna          |       | *nɘ            | *na: r               | *naʔ              |
| нога (или подобное) | *kak      | rkaŋ        | kraŋ         | kraŋ     | keŋ          | kaŋ   |                | *kaŋ                 | *kaŋ              |
| рука (или подобное) | *lɘk      | lag         | lak          |          | lak          | lyok  | *lak           | *lak                 | *lak              |
| кровь               | *swhit    |             | swiy, swe    | sài      | thi          | (t)vi | *hi            | *s-hywɘy             | *ʔwiy(s)          |
| дядя                | *guʔ      | khu         | 'uh          | gu       | 'u           | ku    | *ku            | *khu                 | *quH              |
| мужчина             | *pa       | pha         | phaʔ         |          |              |       | *ba            | *pwa                 | *pa, *ba          |
| вошь                | *srit     | s(r)ig      |              | ciʔ      | hrik         |       | *srik          | *r(j)ik              | *srik             |
| собака              | *khwin    | khyi        | lhwiy        | gui      | 'ui          |       | *khlɘ          | *kwey                | *qhwiy            |
| солнце, день        | *nit      | nyi(n)      | niy          | ʃa-ni    | ni           | nyi   | *nɘy           | *nɘy                 | *niy              |
| камень              | *nlaŋʔ    |             |              | nluŋ     | luŋ          | luŋ   | *luŋ           | *luŋ                 | *(n)laŋ, *(n)luŋ  |
| река                |           | lu          | luaiy        | lui      | lui          |       |                | *lwiy                | *luy              |
| дом                 | *kuŋ      | khyim       | 'im          | ʃe-kum   | 'in          | khyum | *kim           | *yim, *yum           | *qim, *qiŋ        |
| имя                 | *mheŋ     | miŋ         | miŋ          | mjiŋ     | hmiŋ         |       | *miŋ           | *miŋ                 | *mieŋ             |
| убивать             | *srat     | gsod        | sat          | gɘsat    | that         |       | *set           | *sat                 | *sat              |
| мертвый             | *smɘŋ     | .           | mhaŋ         | maŋ      | maŋ          | mak   |                | *maŋ                 | *(s)maŋ           |
| длинный             | *pak      | 'phag       | paŋ          |          | pak          |       |                | *pak, *paŋ           | *pak              |
| короткий            | *tonʔ     | thuŋ        | tauŋh        | ge-dun   |              | tan   | *toŋ           | *twan                | *toŋ              |
| два                 | *niys     | gnyis       |              | ŋi       | hni          | nyi   | *ni(k)         | *ni                  | *niy              |
| я                   | *ŋha      | ŋa          | ŋa           | ŋai      | ŋei          |       |                | *ŋa                  | *ŋa               |
| ты                  | *nhaʔ     |             | naŋ          | naŋ      | naŋ          |       |                | *naŋ                 | *naŋ              |

### Притяжательность
Притяжательность (посессивность) в сино-тибетских языках выражается с помощью притяжательных послелогов (частиц) стоящих после определения и перед определяемым словом. Для тибетского и бирманского совпадение этих частиц является одним из проявлений их отдалённого родства.

#### Китайский
Служебное слово 的 (дэ).
Пример:
- 我的书 (водэ шу) — Моя книга.

#### Тибетский
Показателем притяжательности является частица дрелдра (yi, gyi, gi, kyi). В грамматиках, ориентированных на индийскую традицию, притяжательность описывалась как родительный падеж.
Пример:
- Нгаранг ги дэп — Моя книга.

#### Бирманский
Показателем притяжательности является или специальный символ-частица пайнсайнхмувибэ  (бирм. И), или символ короткого тона аукамин.
Пример:
- Ченно и саоу — «Моя книга».

Другой формой выражения притяжательности без существительного в бирманском является частица ха. Пример: ченноха — «мой».